# Gumbertuskirche
Das Patrozinium des heiligen Gumbert tragen folgende Kapellen und Kirchen:
- in Ansbach: St. Gumbertus (Ansbach) (auch: „Gumbertuskapelle“)
- in Clingen: St. Gumberti (Clingen)
- in Stublang: Filialkirche St. Nikolaus und St. Gumbertus  (Stublang)
- in Illesheim, Ortsteil Westheim: Pfarrkirche St. Gumbertus (Westheim)
- in Mainstockheim: Gumbertuskapelle (Mainstockheim)
- in Marktbergel, Ortsteil Ottenhofen: Pfarrkirche St. Gumbertus und Urban
- in Schwarzenbach an der Saale: Stadtpfarrkirche St. Gumbertus (Schwarzenbach an der Saale)